# Поцілунки пропащих янголів
Поцілунки пропащих янголів — кримінальна драма режисера Олександра Аравіна, за однойменною кіноповісті Костянтина Філімонова.

## Зміст
Головний герой фільму Роман – великий підприємець, у якого є зв'язки із злочинним світом. Його справа процвітає, приносячи йому гарний прибуток. У нього також є прекрасні діти, яких Роман дуже любить. А ще у нього є дружина, до якої він більше не відчуває пристрасті, а лише теплі почуття вдячності за те, що вона була з ним поруч.

## Слоган фільму
Він хотів миру, але готувався до війни!..
Ніхто не хотів вбивати ...

## Ролі
| Актор               | Роль                    |
| ------------------- | ----------------------- |
| Євген Сидіхин       | Роман Демидов           |
| Любов Толкаліна     | Марина                  |
| Юлія Галкіна        | Альона                  |
| Костянтин Милованов | Мартин                  |
| Михайло Жигалов     | батько Романа           |
| Олексій Кравченко   | Володимир               |
| Юрій Назаров        | Олег Адамович           |
| Олексій Огурцов     | друг і охоронець Романа |
| Олександр Тютін     | Аркадій                 |
| Грегорі-Саїд Багов  | Руслан                  |

## Цікаві факти
- Спочатку фільм анонсувався, як «Поцілунки пропащих янголів (або« Калина червона» 30 років по тому)».

- Актор Євген Сидіхин був затверджений на головну роль (Роман Демидов) без проб.

- Кіноповість К.Філімонова «Поцілунки пропащих янголів» сильно відрізняється від фільму. Наприклад, у книзі про дружину Романа Демидова тільки згадується, але вона «не присутня» в сюжеті, а у фільмі роль дружини Романа грає Любов Толкаліна (ця роль була написана спеціально для неї). У фільмі відсутня «міліцейська лінія», яка по книзі є однією з основних. Відрізняється і фінал – по кіноповісті Романа вбивають.

- Прославлений музикант Євген Маргуліс дебютував в цьому фільмі як кінокомпозитора.

- К.Філімонов (автор кіноповісті, співавтор сценарію та генеральний продюсер) грає епізодичну роль (друг Романа – авторитет «Костян» – приїжджає на кладовищі, коли Демидов ховає батька). У цій же сцені «засвітився» і Андрій Шкаликов (дворазовий Чемпіон Європи з боксу серед професіоналів) – він грає охоронця.

- Сцену розстрілу автомобілів і перестрілки на шосе «дознімав» режисер Сергій Гінзбург (на прохання продюсерів фільму).

- У ресторані Роман Демидов (Євген Сидіхин) читає вірш Франсуа Війона «Я знаю цей світ - він сповнений дряні...»

## Призи та нагороди
- У Гонконгу на фестивалі Російського кіно (2007) – Приз глядацьких симпатій;
- Приз за найкращу чоловічу роль другого плану (Костянтин Милованов) – на фестивалі в Шанхаї (2007);
- Головний Приз, як найстильніший фільм року, на презентації WORLD FASHION AWARDS-2008 (Москва, Клуб «Рай»).